# 本州

本州地图

36°N 138°E / 36°N 138°E
本州（日语：／ Honshū */?，發音ⓘ）是日本本土四島之一，也是日本最大岛、以及世界第7大島，位處日本列島的中心，向北与北海道岛隔津轻海峡相望，向南与四国岛隔濑户内海相对，向西南与九州岛以关门海峡和丰后水道相隔。身為島國日本最主要的島嶼，因而得名「本州」，古代則稱為「秋津島」或「秋津洲」。

## 地理
本州从东北向西南延伸全长1,300公里，宽度在50-230公里之间，总面积为227,942.85平方公里，占日本总面积的60%，海岸线則全长5,450公里。山岳地帶橫亙本州，構成整個島嶼的脊梁，此也導致本州北方與南方的氣候差異性大。主要气候为季风气候，从北方的温带季风气候递变为南方的亚热带季风气候。本州是火山岛，岛上迄今仍有活跃火山，多數集中於島的北邊，地震频繁。全島最高点富士山亦為日本最高峰，高3,776米。本州全境河流密布，其中信浓川是全島乃至於日本最长的河流。平原主要集中於沿海，大部分為沖積平原，其中關東平原最大。

## 人文環境
從古至今，本州都是日本的中樞地帶，無論是政治、經濟或文化的發展上，均以本州為主要舞台。根據2005年的日本國勢調查資料，本州與附屬島嶼的总人口1億334萬人，逾日本人口的80%。日本28個人口超過50萬的都市中，有23個位於本州。而自關東平原起至關門海峽的本州太平洋側沿岸地區，是當代日本的發展重心，日本三大都會區——首都圈（東京都會區）、近畿圈（京阪神）與中京圈（名古屋都會區）均位於此軸線上，其中首都東京所在的首都圈人口達3千7百萬，聚集了全日本1/4的人口；太平洋工業帶的大部分區域亦座落於此，其中包括京濱、中京、阪神等3大工業地帶。

## 地理分區
本州在地理上被分为5大地方，行政區劃上則有34个一級行政區，從北至南分別為：
東北地方
青森县、岩手县、宫城县、秋田县、山形县、福岛县
關東地方
茨城县、栃木县、群马县、埼玉县、千叶县、东京都、神奈川县
中部地方
新潟县、富山县、石川县、福井县、山梨县、长野县、岐阜县、静冈县、爱知县
近畿地方
三重县、滋贺县、京都府、大阪府、兵库县、奈良县、和歌山县
中国地方
鸟取县、岛根县、冈山县、广岛县、山口县
本州与北海道、九州、四国等其他日本本土島嶼之间均有隧道或桥梁相连，包括青函隧道、三個本州四國聯絡橋、關門橋與關門隧道。